# Histeridomyces flagelliferus
Histeridomyces flagelliferus är en svampart som beskrevs av Thaxt. 1931. Histeridomyces flagelliferus ingår i släktet Histeridomyces och familjen Laboulbeniaceae.   Inga underarter finns listade i Catalogue of Life.